# Distretto di Uulbajan
Il distretto di Uulbajan è uno dei tredici distretti (sum) in cui è suddivisa la provincia di Sùhbaatar, in Mongolia. Conta una popolazione di 766 abitanti (censimento 2009). 